# ميكسر
ميكسر (بالإنجليزية: Mixer)‏ هي منصة بث مرئي حي تملكها مايكروسوفت تم إطلاق الخدمة رسميًا في 5 يناير 2016 باسم (Beam)، ولكن تمت إعادة تسميتها إلى (ميكسر) في 25 مايو 2017.
يركز موقع ميكسر في الأساس على ألعاب الفيديو، وبث مسابقات الرياضة الإلكترونية، وغير ذلك من الأحداث المتعلقة بالألعاب، يُمكن مشاهدة محتوى الموقع من بث حي أو فيديوهات عند الطلب.